# Lima caribaea
Lima caribaea is een tweekleppigensoort uit de familie van de Limidae. De wetenschappelijke naam van de soort werd in 1853 voor het eerst geldig gepubliceerd door Alcide d'Orbigny.